# WSA/Saison 2013
Dieser Artikel listet Erfolge und Fahrer des Radsportteams WSA in der Saison 2013 auf.

## Erfolge in der UCI Europe Tour
| Datum         | Rennen       | Kat. | Fahrer           |
| ------------- | ------------ | ---- | ---------------- |
| 22. September | Tour Bohemia | 1.2  | Josef Benetseder |

## Abgänge – Zugänge
| Zugänge          | Team 2012       | Abgänge                            | Team 2013                       |
| ---------------- | --------------- | ---------------------------------- | ------------------------------- |
| Josef Benetseder | Team Vorarlberg | Adam Homolka                       | ARBÖ Gebrüder Weiss-Oberndorfer |
| Daniel Auer      | Neoprofi        | Markus Eisner                      | ARBÖ Rapso Knittelfeld          |
| Alexander Brus   | Neoprofi        | Liam Poole                         | ARBÖ Rapso Knittelfeld          |
| Bernhard Kroger  | Neoprofi        | Richard Sackl                      | Unbekannt                       |
|                  |                 | Michael Schwaiger                  | Unbekannt                       |
|                  |                 | Alexander Pichler (bis 31. Juli) 1 | Unbekannt                       |

## Mannschaft

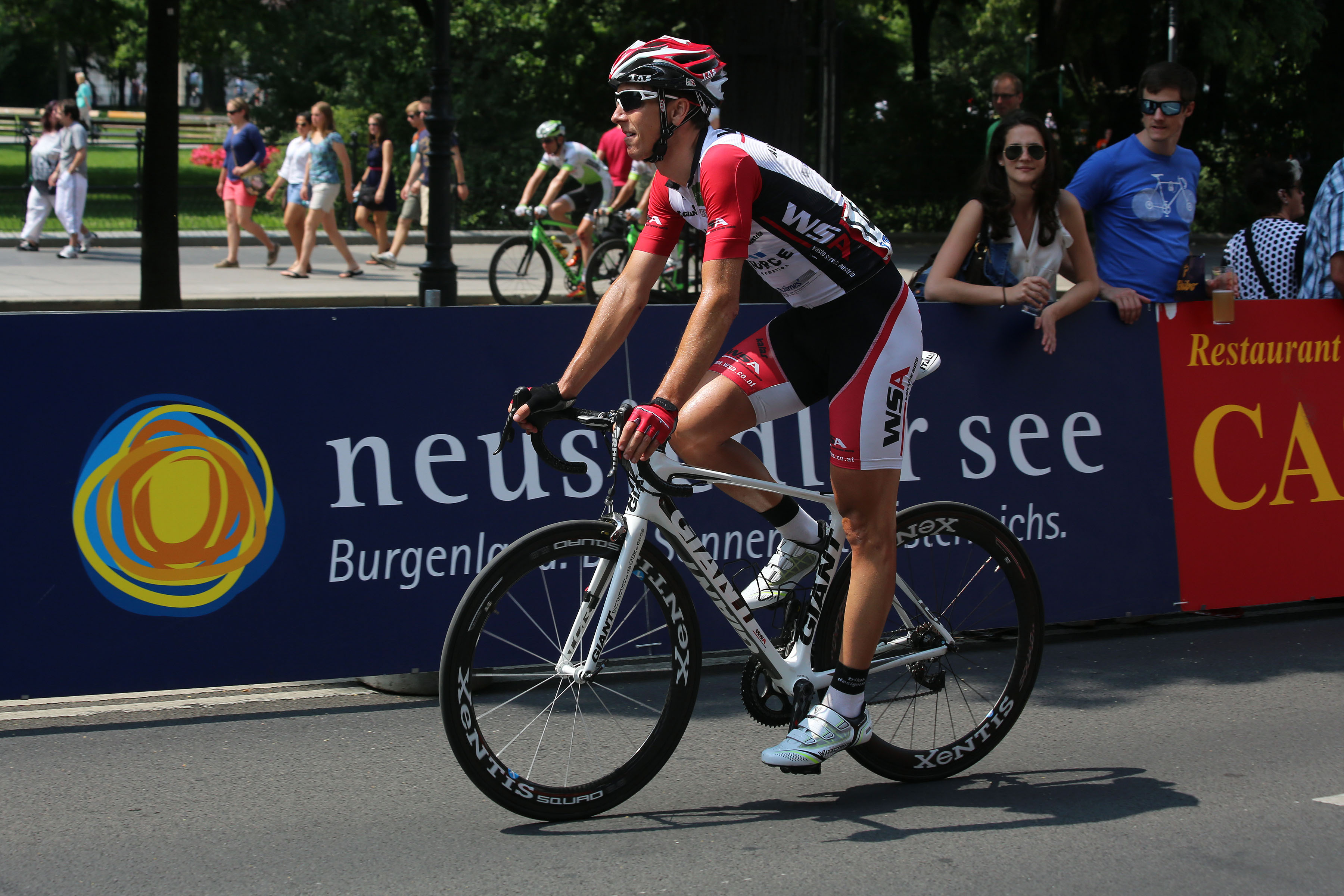
Josef Benetseder (Österreich-Rundfahrt 2013)

| Name                | Geburtstag        | Nationalität |
| ------------------- | ----------------- | ------------ |
| Daniel Auer         | 26. Oktober 1994  | Österreich   |
| Gernot Auer         | 21. November 1989 | Österreich   |
| Josef Benetseder    | 10. Februar 1983  | Österreich   |
| Alexander Brus      | 11. August 1994   | Österreich   |
| Wolfgang Geisler    | 1. Oktober 1978   | Österreich   |
| Markus Götz         | 13. Januar 1985   | Österreich   |
| Bernhard Kroger     | 26. Februar 1994  | Österreich   |
| Paul Lang           | 31. Oktober 1991  | Österreich   |
| Hans-Jörg Leopold   | 25. April 1983    | Österreich   |
| Martin Schöffmann   | 31. März 1987     | Österreich   |
| Patrick Schörkmayer | 17. Oktober 1987  | Österreich   |
| Michael Taferner    | 17. Juni 1993     | Österreich   |